# Овсюг
Овсю́г, или вивсюг, или овёс пусто́й (лат. Avena fatua) — однолетнее растение; вид рода Овёс семейства Злаки, или Мятликовые (Poaceae), злостный сорняк зерновых культур. В дореволюционных источниках также встречаются названия овсюг дикий, овсюг приторный или живой овес.

## Ботаническое описание
Корневая система растения мочковатая, проникающая в почву на глубину до полутора метров.
Побег образует куст из 2—3 десятков стеблей, часто превышающий в высоту 100—110 см, метёлка достигает длины 30 см. Один экземпляр может дать до 600 зерновок. Семена сохраняют всхожесть 3—4 года.
В отличие от овса посевного, имеет у основания зерновки небольшие овальные углубления в форме подковки с валиком, увенчанным волосками по краю.

## Распространение и экология
Произрастает повсеместно в Евразии, Северной Африке, занесён в Северную Америку и Южное полушарие.

## Значение и применение
Трудно искореняемое сорное растение, поражающие посевы зерновых культур. В 1½ раза берёт больше влаги, чем пшеница и сильно иссушает почву.
С весны и до цветения хорошо поедается рогатым скотом. Лошадьми, овцами и козами поедается удовлетворительно. После цветения развивает крепкие, скрученные ости, которые могут быть причиной воспаления слизистых оболочек пищеварительной и дыхательной систем. В этот период животные поедают растение значительно хуже или совсем избегают его. Семена в размолотом виде охотно поедаются животными и могут заменить концентраты.
Семена могут служить суррогатом хлеба. В листьях содержится 96,7 мг % аскорбиновой кислоты.

## Таксономия
Avena fatua L., 1753, Species plantarum 1: 80.

### Синонимы
- Anelytrum avenaceum Hack.
- Avena ambigua Schoenb. nom. inval.
- Avena cultiformis (Malzev) Malzev
- Avena hybrida Peterm.
- Avena intermedia Lindgr. nom. illeg.
- Avena intermedia T.Lestib.
- Avena japonica Steud.
- Avena lanuginosa Gilib.
- Avena meridionalis (Malzev) Roshev.
- Avena nigra Wallr.
- Avena occidentalis Durieu
- Avena patens St.-Lag. nom. illeg.
- Avena pilosa Scop. nom. illeg.
- Avena sativa subsp. fatua (L.) Fiori
- Avena sativa var. fatua (L.) Fiori
- Avena sativa subsp. fatua (L.) Thell.
- Avena sativa var. sericea Hook.f.
- Avena septentrionalis Malzev
- Avena sterilis Delile ex Boiss. nom. inval.
- Avena sterilis var. glabrescens Dur. ex Douin
- Avena vilis Wallr.